# Лодочный прицеп
Лодочный прицеп — разновидность прицепов, предназначенная для перевозки, а также иногда спуска на воду и хранения маломерных судов (катеров, моторных лодок и гидроциклов).

## Конструкция
Лодочные прицепы прежде всего делятся по способу буксировки на легковые (для легковых автомобилей) и грузовые (для грузовых автомобилей), а по внешности на открытые и закрытые.
Неотъемлемой частью всех типов лодочных прицепов являются лебёдка, полозья и герметичные, либо съёмные габаритные огни, так как часть прицепа при погрузке попадает в воду.

## Погрузка
1. Подвезти или подтянуть прицеп как можно ближе к лодке, заднюю часть прицепа опустить в воду.
2. Зафиксировать ручной тормоз и козел.
3. Затянуть лебедкой лодку на прицеп до упора, далее убрать козел и вытянуть прицеп на берег машиной.
4. В качестве ложементов обычно используют брусья или ролики.

## Разгрузка
Не отцепляя машину загнать прицеп в воду до упора и отцепить лодку.